# Onderscheidingen van het Nederlandse Rode Kruis

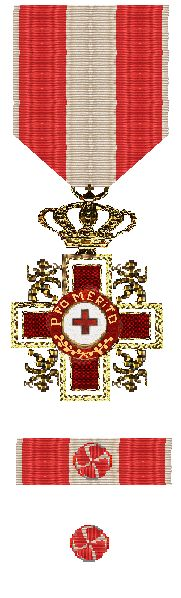
Kruis met baton en knoopsgatversiering

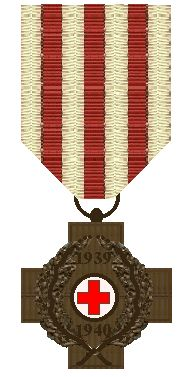
Herinneringskruis 1939-1940 van het Nederlandse Rode Kruis

Het Nederlandse Rode Kruis verleent aan haar medewerkers en vrijwilligers een aantal onderscheidingen. Deze traditie werd aangevangen door haar voorganger de "Nederlandsche Vereeniging tot het verleenen van hulp aan zieke en gewonde krijgslieden in tijd van oorlog".
Bij Koninklijk Besluit van 27 november 1914 werd aan het Nederlandse Rode Kruis door de Nederlandse regering toestemming verleend om "onderscheidingen voor belangrijke diensten binnen of jegens het Nederlandse Rode Kruis" te verlenen. In dit Koninklijk Besluit werd alleen een Kruis of Medaille van Verdienste genoemd. Het bestuur van het Rode Kruis heeft desondanks niet alleen een kruis maar ook medailles van Verdienste in Zilver en Brons ingesteld. 
Pas in het Koninklijk Besluit van 30 november 1956 wordt er gesproken over een zilveren of bronzen Medaille van Verdienste en werden de twee medailles officieel erkend. Deze onderscheidingen zijn in een aantal gevallen door de Nederlandse regering erkend. Sommige van deze onderscheidingen mag men dan ook als modelversiersel of baton op een Nederlands uniform dragen, andere onderscheidingen mogen door militairen alleen na het verkrijgen van een individuele of collectieve toestemming worden gedragen.

## Lijst van onderscheidingen van het Nederlandse Rode Kruis
- De Herinneringsmedaille 1870-1871 van de Nederlandsche Vereeniging tot het verleenen van hulp aan zieke en gewonde krijgslieden in tijd van oorlog.
Ingesteld in 1870. Deze medailles werden in opdracht van Koning Willem III geslagen en aan het bestuur van de stichting overhandigd. De verlening was de bevoegdheid van het bestuur.
- Het Onderscheidingsteken voor Verdienste. 
Ingesteld in 1914.
- De Medaille van Verdienste in zilver. 
Ingesteld in 1914.
- De Medaille van Verdienste in brons. 
Ingesteld in 1914.
- De Medaille voor trouwe(n) dienst van het Nederlandse Rode Kruis. 
Ingesteld in 1926. Koningin Wilhelmina machtigde in een besluit van 27 juni 1927 militairen om deze medaille op het uniform te dragen. Goedkeuring tot het dragen van de vier gespen werd in de ministeriële beschikkingen van de Minister van Oorlog op 28 juni 1934 en 20 februari 1939 gegeven.
- De Karl Landsteiner-penning. 

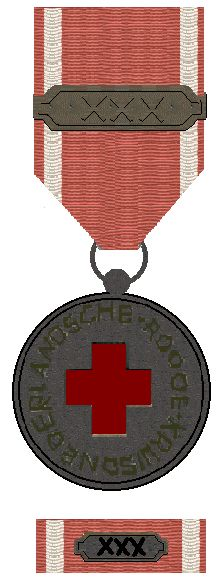
Medaille en baton met gesp voor 30 jaar dienst

Ingesteld in 1931. Medaille en baton met gesp voor 30 jaar dienst Deze legpenning was de eerste Nederlandse onderscheiding voor bloeddonaties. De Karl Landsteiner-penning werd ingesteld door het Hoofdbestuur van het Nederlandse Rode Kruis in een besluit van 29 mei 1931 en tot 1971 verleend.
- Het Herinneringskruis 1939-1940
Ingesteld in 1942. Dit kruis werd door het Hoofdbestuur van het Nederlandse Rode Kruis in een besluit van 6 februari 1942 ingesteld.
- De Karl Landsteiner-plaquette
Ingesteld in 1944. Deze onderscheiding werd uitgereikt aan mensen die 60 maal bloed hadden afgestaan. De plaquette, er was geen lint of baton aan verbonden, werd van 1944 tot 1971 en van 1977 tot 1995 uitgereikt.
- Het Herinneringskruis 1940-1945. 
Ingesteld in 1950. Dit kruis werd op 31 maart 1950 ingesteld door het Hoofdbestuur van het Nederlandse Rode Kruis. Voor wie na de oorlog in Nederlands-Indië of Indonesië voor het Rode Kruis of "in de geest van het Rode Kruis" werkte werd in dat jaar een gesp ingesteld met het opschrift "INDONESIË 1945-1950".
- De Rode Kruis-draagspeld
Ingesteld in 1956. De speld werd uitgereikt aan bloeddonors. Deze draagspeld werd in 1971 afgeschaft.
- De Bloeddonormedaille
Ingesteld in 1971. De Bloeddonormedaille is van 1971 tot en met 1977 uitgereikt. De medaille werd nooit door de Nederlandse overheid erkend en mag officieel niet worden gedragen.

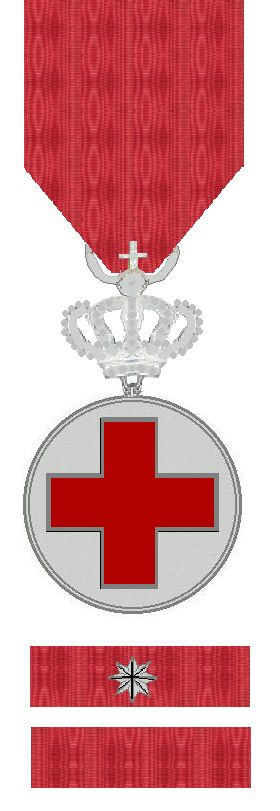
Regeringsmedaille

- Het Draaginsigne voor Bloeddonoren
In 1977 werden diverse draaginsignes ingesteld. In 1995 werden deze, samen met alle andere eerbetoon aan bloeddonoren, vervangen door de bloeddonorerkenningen.
- De Bloeddonorerkenningen
Deze erkenningen werden ingesteld in 1995. Het zijn rode, brons-, zilver- en goudkleurige bloeddruppels die op het revers kunnen worden gespeld. Wie tachtig maal bloed geeft ontvangt sinds 1995 geen medaille maar een kunstwerkje.
- De Coronapandemie herinneringsmedaille is uitgereikt in het Mauritshuis namens Z.K.H. Prinses Margriet op 7 december 2020 aan: Kevin Wolter, Peter Roozing, Dave en Shirley Timmers. Deze vrijwilligers staan symbool voor alle Rode Kruis- medewerkers in Nederland en op de Caribische Eilanden, die actief zijn geweest tijdens de COVID-19 pandemie vanaf maart 2020.

## Het door de overheid ingestelde ereteken
In Nederland is het Kruis van Genève ook op een onderscheiding van de regering afgebeeld, deze Medaille van het Rode Kruis wordt ook wel de "regeringsmedaille" genoemd.
- De Medaille van het Nederlandsche Roode Kruis (Regeringsmedaille)
Ingesteld bij Koninklijk Besluit in 1910. Deze regeringsmedaille is een Koninklijke onderscheiding en daarom voorzien van een zilveren koninklijke kroon die tussen de medaille en het lint als verhoging is aangebracht.